# Fort Bravo (décor)
Pour les articles homonymes, voir Fort Bravo.

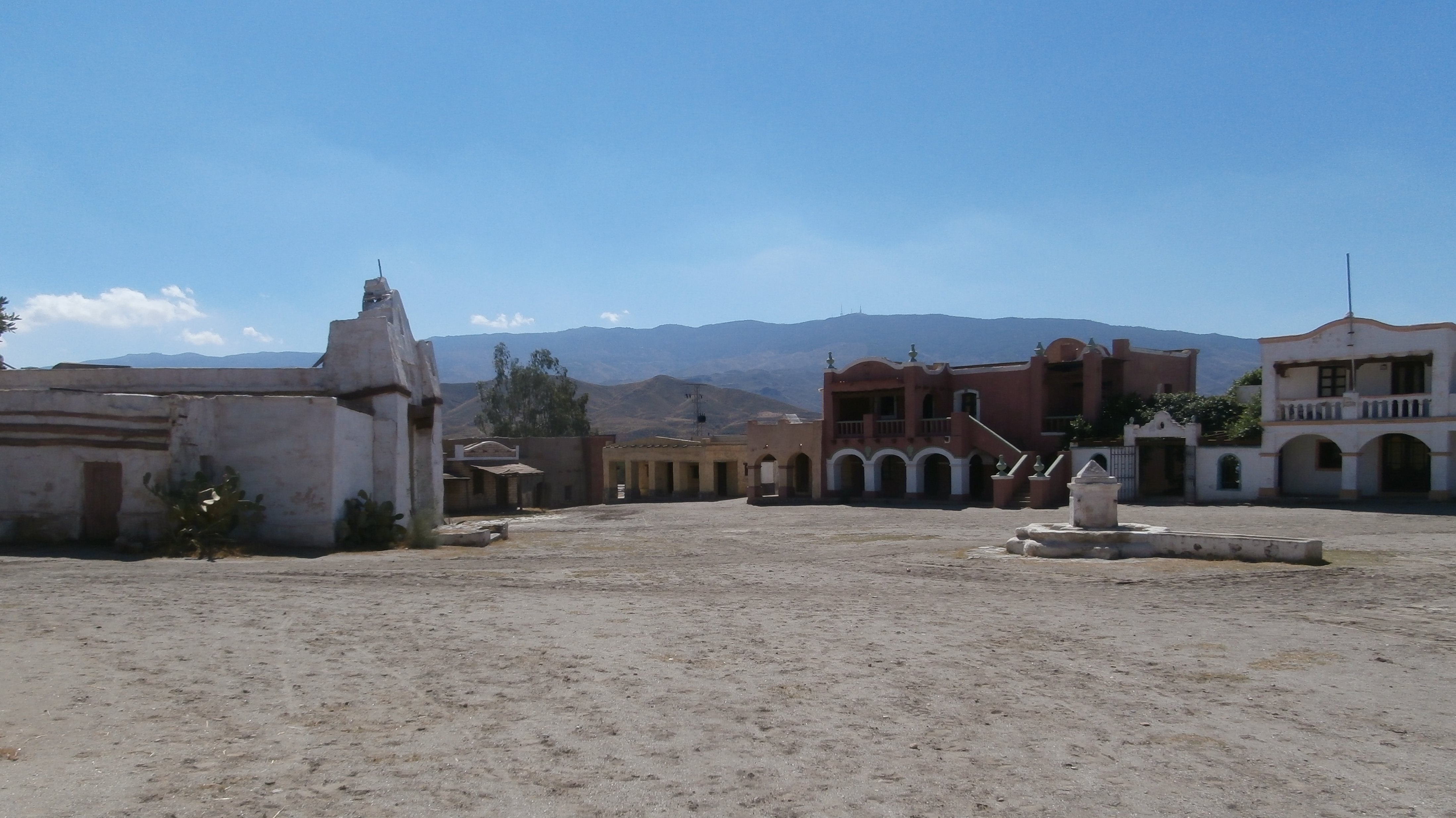
Pueblo Mexicano

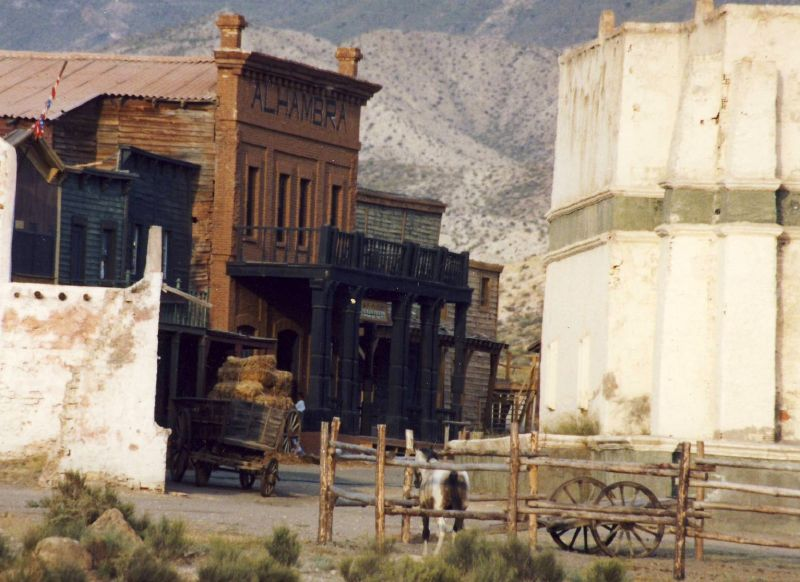

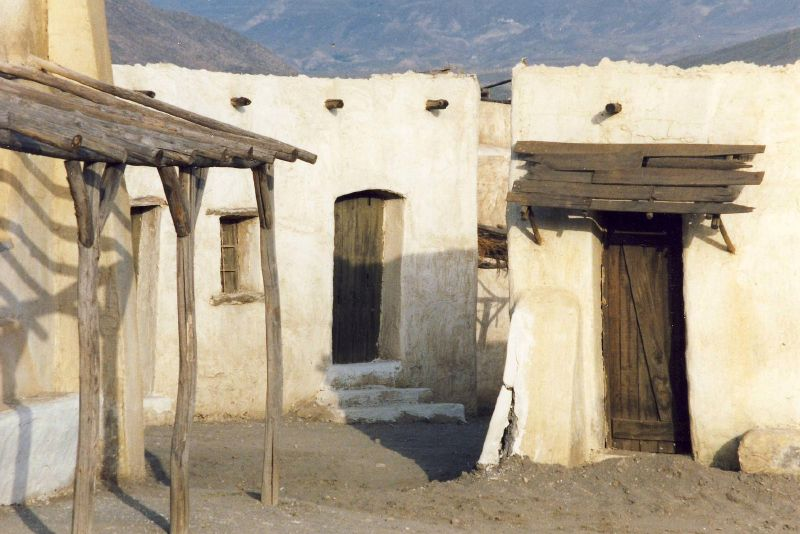

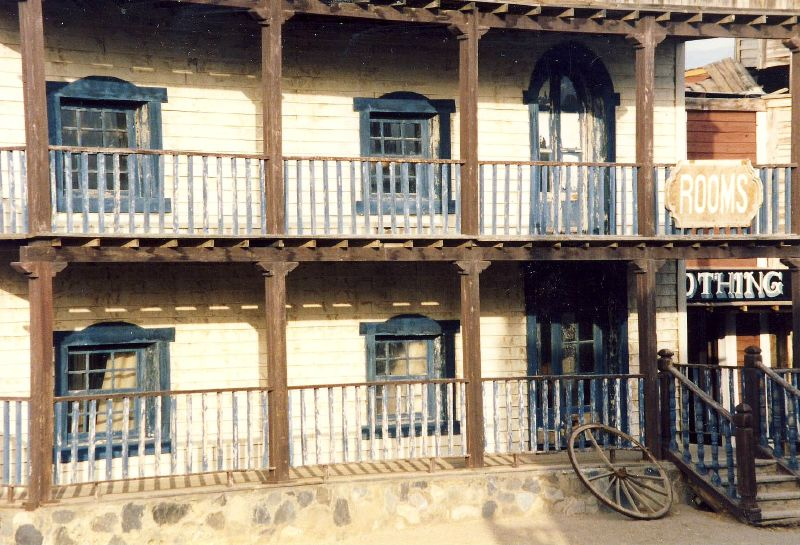

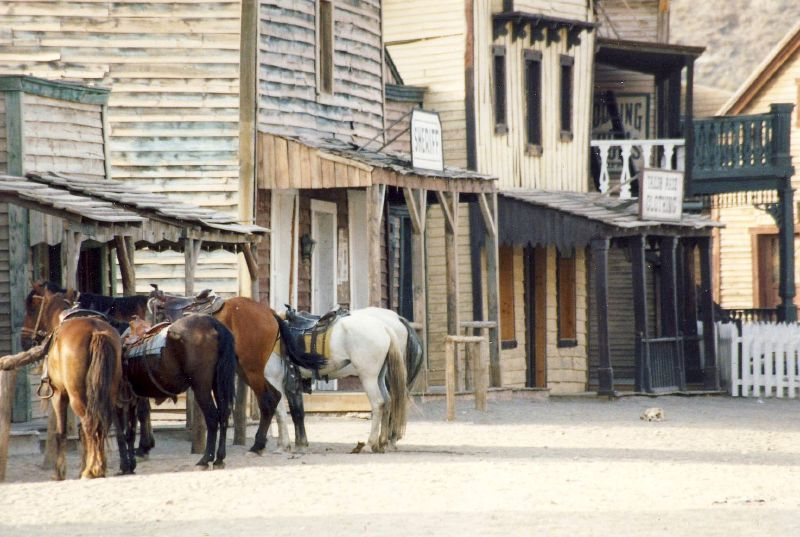

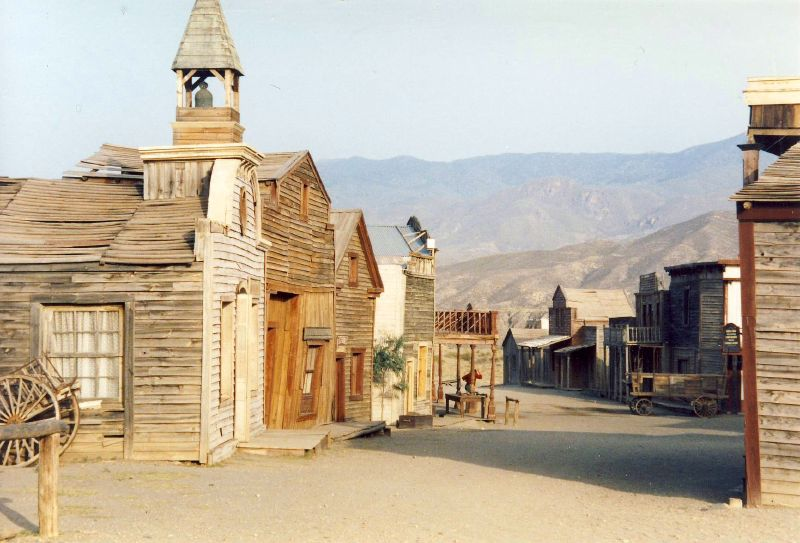
Décor du film Le Bon, la Brute et le Truand, tourné en 1966

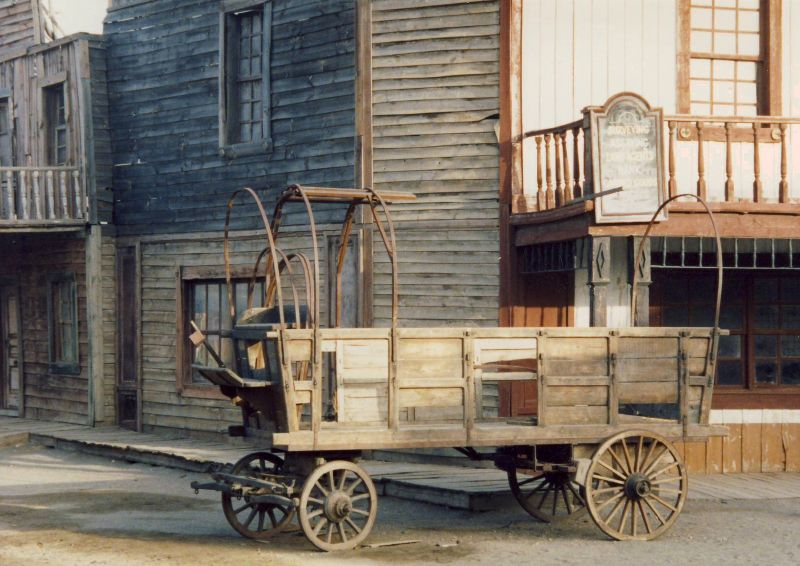

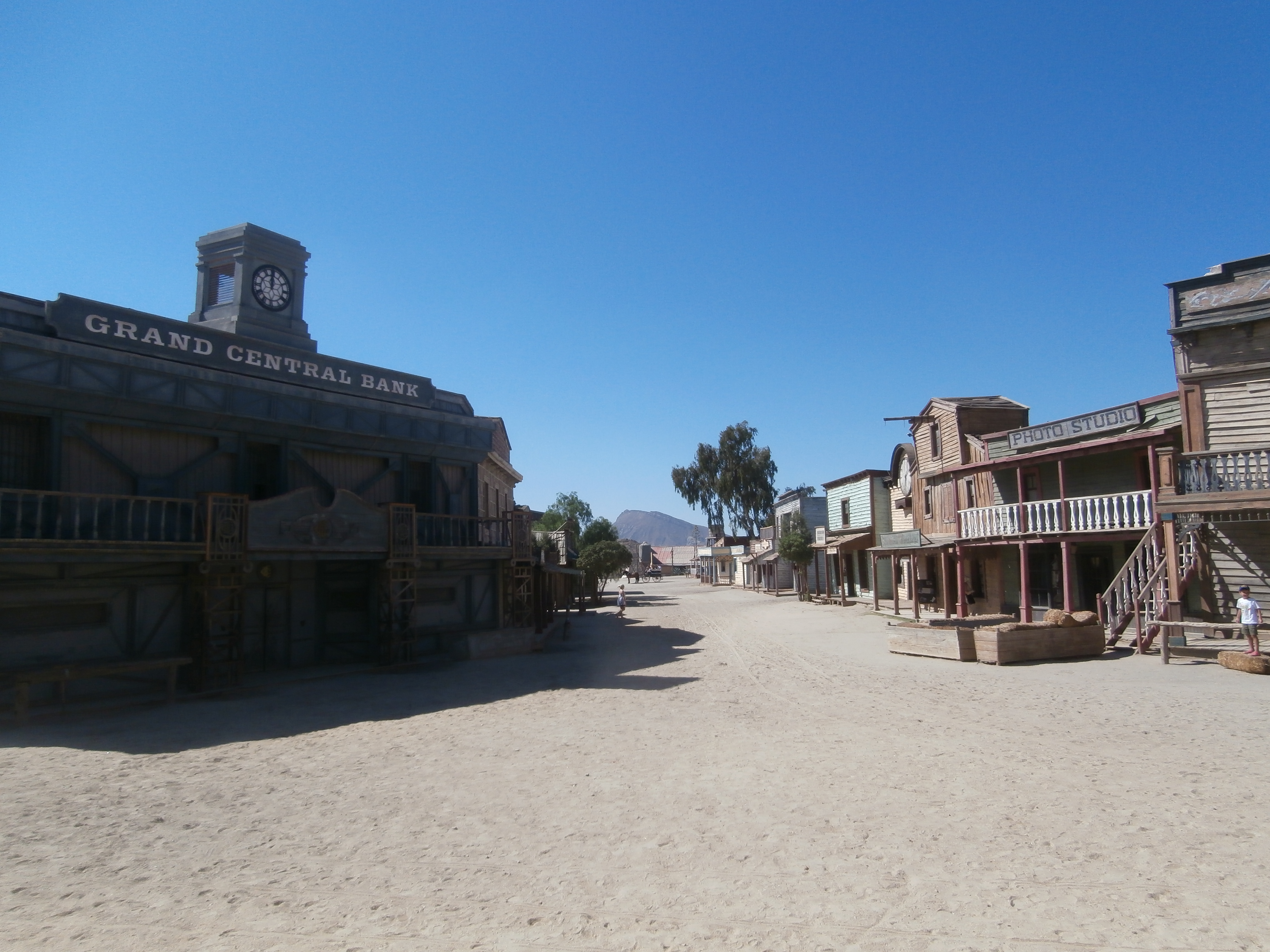
Doctor Who "La Ville de la miséricorde"

Fort Bravo, anciennement Texas Hollywood, situé à Tabernas dans le désert de Tabernas en Espagne, est l'un des trois villages-décors de western encore debout et le seul toujours en activité pour le cinéma.
Il a eu de nombreuses appellations : Poblado de Juan Garcia, Poblado Paco Ardura, Pueblo Mexicano, Decorados Cinematograficos, Fort Bravo, Cinema Studios Fort Bravo, etc.
Il y a un village mexicain, un village indien et un village de l'Ouest. Le studio possède 4 000 m2 de stock de matériels divers, une collection de véhicules (chariots, diligences, etc.) dont une fourrière attelée de la ville de Paris datant de 1903 et une charrette rustique datant de 1450, récupérée dans une ferme.

## Historique
Le décor de Texas Hollywood devait être financé par Alberto Grimaldi, Sergio Leone et l'entrepreneur espagnol Juan Garcia (d'où le nom de Poblado Juan Garcia). Puis les deux premiers renoncent parce que le projet entre en concurrence avec le Poblado Fraile (Poblado El Paso, Mini-Hollywood), dont Arturo Gonzales, distributeur des productions Grimaldi en Espagne, est partenaire et détient les droits de location (avec Fraile ?). Une histoire de participation familiale a aussi entravé le projet.
Fort Bravo / Texas Hollywood fut racheté en 1974 par Rafael Molina, un ancien cascadeur local, et Francisco Ardura, un fan de western et un loueur de chevaux et de chariots pour le cinéma, tous les deux dépités de voir que ces studios tombaient en ruine. Les deux hommes ont donc tout tenté pour redonner vie aux studios, accueillir du public et le proposer aux sociétés de production. En effet, Fort Bravo / Texas Hollywood possède une structure technique disponible pour les tournages. En cela, le site est sans doute le dernier capable de proposer une disponibilité technique pour les tournages. Hormis les décors, un bâtiment de production (salles de maquillage, bureaux, buanderie, etc.), des hangars de stocks (mobiliers, accessoires, véhicules) permettent encore aux sociétés de production d'y tourner. Bien que le site ait progressivement glissé vers un accueil des touristes (aménagements clairement orientés vers l'accueil), il reste bien loin du reconditionnement effectué à Oasys (anciennement Mini-Hollywood) qui a lui bénéficié d'investissements plus important pour sa transformation.

## Almeria Western Film Festival
En 2011, ChipBaker Fims, Cesar Mendez, Dany Garcia et Rafael Molina, soutenus par la commune de Tabernas, la ville d'Almeria et la province d'Andalousie, aidés de bénévoles et de passionnés ont créé le Festival du film Western d'Almera, le premier festival européen dédié au genre western. L'objectif est de créer un événement permettant de redorer l'image de la région, mettre en avant son historique lié à l'âge d'or du western spaghetti et créer un événement cinématographique capable d'avoir une portée la plus internationale possible. Le festival propose une sélection en compétition de longs et courts-métrages ainsi que des rediffusions de westerns mythiques. Démarré avec de petits moyens en 2011 (du 8 au 11 septembre), le festival est reconduit en 2012, du 11 au 13 octobre (originellement prévu en septembre, le festival a dû être repoussé du fait des intempéries importantes ayant eu lieu en Andalousie). Le site de Fort Bravo est le cœur du Festival car c'est là qu'ont lieu les cérémonies de remise des prix et de clôture. C'est également à Fort Bravo que sont projetés, en plein air, les différents films. L'accès au site est gratuit pendant la durée du Festival.  
En 2012 a été inauguré un complexe plus ambitieux, comprenant une grande salle d'honneur et des aménagements de confort (piscine, bar, etc.).   
En 2014, l'organisation de l'AWFF a été reprise par la ville de Tabernas et les studios, dont Fort Bravo. Cette nouvelle organisation vise à mettre en avant le côté « terre de cinéma » autour de Tabernas et des studios. De son côté, l'équipe originelle a choisi de revoir l'organisation du festival afin d'accentuer le côté cinéma et international. Un autre festival a donc été créé à Almeria même : l'Almeria International Film Festival.

## L'Ultime Western à Fort Bravo
Depuis 2008, Fort Bravo accueille un évènement particulier et unique au monde: l'Ultime Western. Une aventure immersive à vivre en live jeu de rôle grandeur nature dans l'univers de l'ouest. L'évènement, qui dure en moyenne quatre jours, permet aux participants de vivre une aventure dans l'ouest américain et d'évoluer au sein d'un scénario fictif dans l'univers de la conquête de l'ouest. Plus qu'une reconstitution, l'évènement propose à chaque participant d'interpréter un personnage au sein d'une histoire se déroulant dans les années 1870 sur le territoire du nouveau Mexique. Unique car cette aventure est réalisée en partenariat avec les Studios de Fort Bravo ou les décors sont aménagés pour donner vie à deux villes fictives (LaHood et Paso del Loco). Regroupant entre 100 et 200 personnes, l'Ultime Western est le seul évènement immersif réalisé dans de véritables studios de cinéma.

## Films
Ont été tournés dans l'un des trois villages ou à proximité, une quantité de films dont des westerns, notamment ceux de Sergio Leone. Y ont été tournés les films ou des scènes des films suivants :

### Années 1940
- La Alcazaba de Almería (1943, film documentaire en noir et blanc de 10 min de Vicente Zaragoza)

### Années 1950
- La llamada de África (1952, de César Fernández Ardavín, avec Ali Beiba Uld Abidin, Yahadid Ben Ahmed Lehbib, Farachi Ben Emboiric
- Le Baiser de Judas (1954, de Rafael Gil, avec Mercedes Albert, Gabriel Alcover, Pedro Anzola)
- Sierra maldita (1954, de Antonio Del Amo, avec Lina Rosales, Ruben Rojo, José Guardiola (it), Manuel Zarzo)
- Œil pour œil (1957, d'André Cayatte, avec Curd Jürgens, Dario Moreno)

### Années 1960
- Lawrence d'Arabie (1962, avec Peter O'Toole, Omar Sharif, Anthony Quinn)
- Un pistolet pour Ringo (1964)
- Le Dernier des Mohicans (1965)
- Les Sept Mercenaires (1966, avec Charles Bronson, Eli Wallach, James Coburn, Robert Vaughn, Steve McQueen, Yul Brynner)
- Le Bon, la Brute et le Truand (1966, avec Clint Eastwood, Lee Van Cleef, Eli Wallach)
- Navajo Joe (1966)
- Sugar colt (1966)
- Texas Adios (1966)
- Johnny Yuma (1966)
- El Chuncho (1966, avec Klaus Kinski)
- Les Tueurs de l'Ouest (1966)
- The Rat Patrol (1966-1968)
- Kid Barbecue (1967)
- Django i bastardo (1967)
- Django Melodie in blei (1968)
- Joe l'implacable (1968)
- Il était une fois dans l'Ouest (1968, avec Henry Fonda, Charles Bronson, Claudia Cardinale)
- Shalako (1968, avec Sean Connery, Brigitte Bardot)
- Lanky, l'homme à la carabine (1968)
- Texas (1969)
- Les Quatre de l'Ave Maria (1969)
- La Colline des bottes (1969)
- La Vallée de Gwangi (1969)

### Années 1970
- Le Condor (1970, avec Lee Van Cleef)
- Bonnes funérailles, amis... Sartana paiera (1970)
- A man called Sledge (1970)
- Un colt pour trois salopards (1971, avec Raquel Welch)
- Les Pétroleuses (1971, avec Brigitte Bardot, Claudia Cardinale)
- Catlow (1971, avec Yul Brynner)
- Soleil rouge (1971, avec Charles Bronson, Ursula Andress)
- Valdez (en)  (Valdez Is Coming) (1971, avec Burt Lancaster)
- Le Grand Duel (1972, avec Lee Van Cleef)
- Les Collines de la terreur (1972, avec Charles Bronson)
- La Charge des diables (1972)
- Chino (1973, avec John Sturges, Charles Bronson)
- Chato's Land (1974, avec Charles Bronson, Jack Palance)
- The Spikes Gang (1974)
- Doc Holliday (1974, avec Faye Dunaway)
- Du sang dans la poussière (1974)
- Zorro (1975, avec Alain Delon)
- Adios California (1977)
- Les Quatre Plumes blanches (en) (1977)
- Valentino (1977)
- Clayton Drumm (1978)
- China 9, Liberty 37 (Amore, piombo e furore) (1978)
- La Grande Bataille (1978)

### Années 1980
- On m'appelle Malabar (1981)
- Les Exterminateurs de l'an 3000 (1983)
- Rush Part-2 The final Game (1984)
- Yellow Hair and the Fortress of Gold (1984)
- La Rhapsodie des cowboys (1985)
- Le Retour à l'île au trésor (1986)
- Bianco Apache (1987)
- Indiana Jones et la Dernière Croisade (1989, avec Steven Spielberg, Harrison Ford, Sean Connery)

### Années 1990
- Young Indiana Jones (1992-1993, série télévisée)
- La Vengeance de Ringo (1994)
- Trinità e Bambino... e adesso tocca a noi (1995)
- Aqui llega Condemor (1996)
- El pecador de la pradera (1996)
- Un dollar pour un mort (1998)
- The Return of El Coyote (1998)
- The Long Kill (1999)
- La Chevauchée des héros (1999)

### Années 2000
- Tessa à la pointe de l'épée (2000-2001)
- 800 balles (2002)
- Visual Bible: The Gospel of John (2003)
- Blueberry, l'expérience secrète (2004, avec Vincent Cassel)
- Les Dalton (2004, avec Éric Judor, Ramzy Bedia)
- Dark Horse (2005)
- Tirante el Blanco (2006)
- Publicité pour Pepsi (2006, avec David Beckham[4])
- Dead Bones (2008)

### Années 2010
- Doctor Who (La Ville de la miséricorde, 2012)
- Six Bullets to Hell (2013)
- Radin ! (2016, avec Dany Boon)
- Les Frères Sisters (2018, de Jacques Audiard, avec John C. Reilly, Joaquin Phoenix, Jake Gillenhaal...)